# Sása, Revúca
Sása este o comună slovacă, aflată în districtul Revúca din regiunea Banská Bystrica. Localitatea se află la altitudinea de 284 m deasupra n.m., se întinde pe o suprafață de 4,61 km2 și în 2017 număra 206 locuitori. Se învecinează cu comuna Ratkovská Lehota.

## Istoric
Localitatea Sása este atestată documentar din 1332.

## Demografie
| An:                | 1994 | 2004   | 2014    | 2024    |
| ------------------ | ---- | ------ | ------- | ------- |
| Număr de persoane: | 126  | 137    | 183     | 220     |
| Diferență:         |      | +8,73% | +33,57% | +20,21% |

| An:                | 2023 | 2024   |
| ------------------ | ---- | ------ |
| Număr de persoane: | 214  | 220    |
| Diferență:         |      | +2,80% |